# Aloe rugosifolia
Aloe rugosifolia é uma espécie de liliopsida do gênero Aloe, pertencente à família Asphodelaceae.